# Сурск
Сурск (рус. Сурск) град је у Русији у Пензенској области.

## Становништво
| 1939. | 1959.  | 1970.  | 1979. | 1989. | 2002. | 2010. |
| ----- | ------ | ------ | ----- | ----- | ----- | ----- |
| 7.222 | 11.608 | 10.036 | 9.839 | 9.920 | 7.981 | 7.032 |